# Harold William Henry
Harold William Henry SSCME (koreanisch: 현 하롤드; * 11. Juli 1909 in Northfield, Minnesota, USA; † 1. März 1976) war ein US-amerikanischer Geistlicher und Apostolischer Präfekt und Erzbischof in Korea.
Henry wurde am 21. Dezember 1932 zum Priester für die Missionsgesellschaft von St. Columban geweiht. Pius XII. ernannte ihn im Oktober 1954 zum Apostolischen Präfekten von Kwangju in Korea. Am 26. Januar 1957 wurde die Apostolische Präfektur zum Apostolischen Vikariat hochgestuft und er zum Titularbischof von Coryala ernannt. Am 11. Mai 1957 weihte Richard James Cushing, Erzbischof von Boston, ihn mit Assistenz von John Joseph Wright, Bischof von Worcester, und Jeremiah Francis Minihan, Weihbischof in Boston, zum Bischof. Am 10. März 1962 wandelte Johannes XXIII. das Apostolische Vikariat in ein Erzbistum um und Henry wurde dessen erster Erzbischof. Er nahm an drei Sitzungsperioden des Vatikanischen Konzils teil. Am 28. Juni 1971 entband Papst Paul VI. ihn von seinen bisherigen Aufgaben und ernannte ihn zum Apostolischen Administrator von Cheju und Titularerzbischof von Thubunae in Numidia.
Sein Wahlspruch war Ad Jesum per Mariam.